# Stan (servizio di streaming)
Stan è un servizio di streaming australiano, che ha all'attivo circa due milioni e mezza di abbonati.

## Storia

### Il lancio della piattaforma
È stato lanciato il 26 gennaio 2015. Stan è stata originariamente fondata come StreamCo Media, una joint venture tra Nine Entertainment Co. e Fairfax Media. Nell'agosto 2014, ogni azienda ha investito 50 milioni di dollari australiani in StreamCo. La denominazione della StreamCo è stato ribattezzato in Stan Entertainment nel dicembre 2014, prima del lancio nel gennaio 2015 del servizio di streaming. Nine Entertainment avrebbe infine acquisito Fairfax Media nel 2018, rendendo Stan una consociata interamente controllata di Nine Digital.
Il servizio offre un'ampia gamma di contenuti cinematografici e televisivi di produzioni sia locali che straniere, in particolare dagli Stati Uniti d'America e dal Regno Unito. Stan include anche una libreria in crescita dei propri film e contenuti televisivi originali. Con oltre 2,3 milioni di abbonati, Stan è il secondo servizio di streaming in Australia, dietro Netflix.
La commedia originale di Stan No Activity è diventata il primo programma SVOD mai nominato per un Logie Award alla cerimonia del 2016.
Al momento del lancio, il primo importante annuncio di programmazione riguardava i diritti esclusivi della prima stagione di Better Call Saul, nonché i diritti di Breaking Bad, che in precedenza era andato in onda su Foxtel. Deteneva anche i diritti di Transparent e Mozart in the Jungle.
La società ha un accordo di partnership sui contenuti con Sony Pictures, Australian Broadcasting Corporation, Special Broadcasting Service e la sua sussidiaria World Movies, Paramount Global, MGM, BBC Worldwide, Showtime, CBS, Village Roadshow e Warner Bros. International Television Distribution.
Nel dicembre 2014, Stan ha firmato accordi non esclusivi con ABC Commercial e Viacom, con quest'ultima che copre la programmazione di Comedy Central, MTV e Nickelodeon.
Nell'agosto 2015, Stan ha firmato un accordo pluriennale con la Warner Bros. International Television Distribution, portando sulla piattaforma diverse nuove serie statunitensi, tra cui la prima australiana A to Z e Selfie, nonché la terza stagione di The Following (le prime due stagioni in onda su Nine Network).
Nel 2016, Stan ha raggiunto un accordo pluriennale esclusivo con CBS Corporation, che includeva diritti esclusivi per i programmi originali di Showtime.
Il 13 dicembre 2018, Stan ha firmato un accordo sui contenuti con la Disney per portare film e serie televisive. L'accordo è terminato alla fine del 2019 a causa del lancio di Disney+.
Il 20 agosto 2019, Stan ha raggiunto un accordo con Paramount Pictures, portando alcuni dei suoi film e serie come The Great e Looking for Alaska.
Nell'agosto 2020, Stan ha stretto un accordo pluriennale con NBCUniversal per i diritti sui contenuti di Sky Studios e del suo servizio di streaming statunitense Peacock.

### Numeri di abbonamenti
Al momento del lancio, l'attrice australiana Rebel Wilson ha promosso il servizio. La società madre Fairfax Media ha affermato che avevano 100.000 clienti abbonati entro marzo 2015, tuttavia, molti di questi clienti avevano un periodo di prova di 30 giorni. Nel maggio 2015, Fairfax ha annunciato che il servizio si è registrato all'attivo circa 200.000 abbonati e aveva un obiettivo da 300.000 a 400.000 entro la fine dell'anno. Nel maggio 2015, Roy Morgan Research ha scoperto che Netflix aveva 1.039.000 di utenti australiani, rispetto ai 97.000 dell'ex concorrente Presto e 91.000 di Stan. Nell'ottobre 2015, Nine Entertainment ha affermato che Stan aveva tra 150.000 e 200.000 abbonati paganti, che a loro avviso erano in anticipo rispetto ai 100.000 clienti stimati di Presto.
Un anno dopo il suo lancio, il CEO Mike Sneesby ha annunciato che 1,5 milioni di utenti avevano utilizzato il servizio su quasi 700.000 abbonamenti. Nel dicembre 2016 Stan ha affermato di avere 600.000 abbonati attivi.
Nel novembre 2017 è stato riferito che il servizio aveva oltre 800.000 abbonati attivi e entrate che superavano i 100 milioni di dollari all'anno.
Stan ha raggiunto 1 milione di abbonati attivi nel giugno 2018.
A dicembre 2019, il servizio aveva oltre 1,8 milioni di abbonati.
Ad agosto 2020, Stan ha superato i 2 milioni di abbonati raggiungendo 2,1 milioni di abbonati in totale.
A partire da maggio 2021, Stan ha superato 2,3 milioni di abbonati attivi e oltre 4 milioni di persone che avevano inserito i dettagli della propria carta di credito sulla piattaforma. Stan ha guadagnato quasi 150.000 abbonati sportivi da quando ha iniziato a trasmettere le partite di rugby all'inizio di quest'anno.

### Stan Sport
Nel novembre 2020, Stan ha iniziato ad acquisire i diritti sportivi in collaborazione con Nine’s Wide World of Sports, acquisendo i diritti di pay-TV per Rugby Australia con un accordo triennale a partire dal 2021. Concludendo un contratto di lunga data con Fox Sports e Network 10, Stan trasmetterà in diretta e senza preavviso tutte le partite di Super Rugby AU, Super Rugby Aotearoa e Super W, nonché la copertura degli eventi, compresi i test di ingresso in Australia, Argentina, Nuova Zelanda e Sudafrica, partite di club, campionato di rugby, Bledisloe Cup e Shute Shield, tra gli altri. Questi avranno luogo in un nuovo abbonamento complementare noto come Stan Sport, con porzioni che saranno trasmesse gratuitamente sulla rete Nine.
Il servizio ha anche acquisito i diritti per gli Open di Francia e il Torneo di Wimbledon.